# 邵瑛
邵瑛（?—?），字桐南，號姚圃，浙江餘姚（今餘姚市）人。清朝榜眼、政治人物。
邵瑛於乾隆四十九年（1784年）中式甲辰科一甲第二名進士（榜眼）。授翰林院編修，改內閣中書。著有《劉炫規杜持平》、《說文群經正字》等。